# Lucanus thasaensis
Lucanus thasaensis là một loài bọ cánh cứng trong họ Lucanidae. Loài này được Schenk mô tả khoa học năm 2007.